# Melomys howi
Melomys howi  (Kitchener, 1996) è un roditore della famiglia dei Muridi endemico dell'isola di Riama, Indonesia.

## Descrizione

### Dimensioni
Roditore di piccole dimensioni, con la lunghezza della testa e del corpo tra 111,5 e 112,2 mm, la lunghezza della coda tra 135,6 e 137,2 mm, la lunghezza del piede tra 26 e 27,2 mm, la lunghezza delle orecchie tra 15,2 e 15,5 mm e un peso fino a 73 g.

### Aspetto
Le parti superiori sono fulve, la testa è bruno-rossastra mentre la regione temporale è grigio fumo. Le guance sono giallastre, i lati del muso dove sorgono le vibrisse, nere e lunghe fino a 45 mm, è bianca e sono presenti degli anelli scuri intorno agli occhi. Le parti ventrali e la parte interna degli arti è bianca. Le orecchie sono piccole e brunastre. Il dorso delle zampe posteriori è giallo-brunastro. La coda è più lunga della testa e del corpo, scura sopra, grigio chiaro sotto e ricoperta da 11-13 anelli di scaglie per centimetro, ognuna corredata da 3 peli.

## Biologia

### Comportamento
È una specie arboricola.

## Distribuzione e habitat
Questa specie è endemica dell'isola di Riama, un piccolo isolotto sabbioso lungo la costa occidentale dell'isola di Selaru, nelle Isole Tanimbar, Indonesia. Probabilmente è presente anche sulle altre isole dell'arcipelago.
Vive probabilmente in habitat forestali e praterie fino a 200 metri di altitudine.

## Conservazione
La IUCN Red List, considerata la mancanza di informazioni recenti sull'areale, lo stato della popolazione e le eventuali minacce, classifica M.howi come specie con dati insufficienti (DD).